# Comuna Tetoiu, Vâlcea
Tetoiu este o comună în județul Vâlcea, Oltenia, România, formată din satele Băroiu, Budele, Măneasa, Nenciulești, Popești, Tetoiu (reședința) și Țepești. În această comună, în zona numită Bugiulești, au fost găsite urme de umanoizi vechi de 2.000.000 de ani, cele mai vechi din Europa, respectiv un craniu de Homo Olteniensis, expus în prezent la Muzeul Olteniei din Craiova.

## Demografie
Componența etnică a comunei Tetoiu
     Români (95,78%)
     Alte etnii (0%)
     Necunoscută (4,22%)
Componența confesională a comunei Tetoiu
     Ortodocși (95,15%)
     Alte religii (0,41%)
     Necunoscută (4,44%)
Conform recensământului efectuat în 2021, populația comunei Tetoiu se ridică la 2.206 locuitori, în scădere față de recensământul anterior din 2011, când fuseseră înregistrați 2.683 de locuitori. Majoritatea locuitorilor sunt români (95,78%), iar pentru 4,22% nu se cunoaște apartenența etnică. Din punct de vedere confesional, majoritatea locuitorilor sunt ortodocși (95,15%), iar pentru 4,44% nu se cunoaște apartenența confesională.

## Politică și administrație
Comuna Tetoiu este administrată de un primar și un consiliu local compus din 11 consilieri. Primarul, Viorel Herăscu[*], de la Partidul Social Democrat, este în funcție din octombrie 2020. Începând cu alegerile locale din 2024, consiliul local are următoarea componență pe partide politice:
|  | Partid                          | Consilieri | Componența Consiliului | Componența Consiliului | Componența Consiliului | Componența Consiliului |
|  | ------------------------------- | ---------- | ---------------------- | ---------------------- | ---------------------- | ---------------------- |
|  | Partidul Social Democrat        | 4          |                        |                        |                        |                        |
|  | Partidul Național Liberal       | 3          |                        |                        |                        |                        |
|  | Alianța pentru Unirea Românilor | 1          |                        |                        |                        |                        |
|  | Uniunea Salvați România         | 1          |                        |                        |                        |                        |
|  | Partidul PRO România            | 1          |                        |                        |                        |                        |
|  | Forța Dreptei                   | 1          |                        |                        |                        |                        |

## Istoric
CADRUL ISTORIC. Zorii omenirii pe meleagurile Tetoiului
Deceniul șapte al secolului XX, prin cercetările paleontologice și arheologice realizate în punctele Valea lui Grăunceanu, Pietrișu-Vijoiești și Valea Homorâcea au făcut din comuna Tetoiu-Bugiulești cea mai importantă localitate din țară și chiar din Europa în ceea ce privește cele mai vechi mărturii ale vieții omenești (Istoria românilor, vol, I, 2010, 23,24,65,66 și 69). Aici a fost scos la iveală un bogat și variat material osteologic animal datând din perioada Villafranchiană. Stratigrafia celor trei puncte este în linii mari asemănătoare, dar ,,nivelul fosilifer cu Mammuthus (Archidiskodon) meridionalis, Ursus etruscus, Nyctereutes megamastoides, Eucladoceros sp., Stephanorhinus sp., etc., precum și cu primatul Paradolichopithecus arvenensis geneticus, aflat în depozitele nisipoase sau nisipo-argiloase, s-ar fi identificat, după opinia descoperitorilor, C. S. Nicolăescu-Plopșor și Dardu Nicolăescu-Plopșor, piese de os cu un început de prelucrare. Este vorba de unele oase lungi, cu canal larg, sparte fie la unul, fie la ambele capete pentru scoaterea măduvei, precum și prezența unor piese de os cum ar fi măciuci-zdrobitoare, străpungătoare, racloare sumar prelucrate, ce ar fi avut o folosire permanentă și o funcționalitate multiplă la zdrobit, străpuns, tăiat, răzuit. În același nivel fosilifer s-au găsit și trei pietre mari neprelucrate care ar fi fost aduse, se pare, de la distanțe apreciabile; una dintre ele de cuarțit, în greutate de peste ½ kg, era nerulată.” De asemenea, tot aici a fost descoperit un cioplitor bifacial atipic, pe galet de cuarțit precum și două piese de silex nerulate. Vechimea materialelor descoperite la Tetoiu, pe baza izotopilor stabili ai oxigenului, corelate și cu cercetările din alte stațiuni cu asociații faunistice de vârstă villafranchiană din Europa (din Franța și mai recent din Georgia), a fost apreciată a fi de peste 2 000 000 de ani.
Alte dovezi arheologice indică faptul că pe teritoriul comunei Tetoiu s-au desfășurat activități umane din timpuri imemoriale. Astfel, pe teritoriul satului Popești, în punctul numit Țarină s-a descoperit un vas de ceramică încărcat cu semințe carbonizate precum și un ciocan de piatră găurit și un fragment de lamă din silex, iar pe teritoriul satului Măneasa, de asemenea, s-a găsit un ciocan din piatră găurit și un vârf de ,,săgeată” din silex. Piesele au fost apreciate ca aparținând epocii neolitice și ele se află în posesia autorului acestei monografii, exceptând vasul de ceramică.
Și strămoșii noștri daci au lăsat urme ale conviețuirii lor. Astfel în punctul numit Piscul Șasăi, la Eleșteul lui Guran, s-au identificat urmele unei cetăți dacice, care după studiile întreprinse, ar fi fost locuită din secolele III-II a.Chr. până prin anii 600 – 700 p. Chr. când a fost incendiată de popoarele migratoare și părăsită de localnici. Tot aici, la circa 200 m spre sud s-a descoperit, întâmplător și un tezaur format din circa 150 de monede din argint de tipul Larisa și Filip II (Orizont, 10 mai 1973??).
Și în perioada medievală, actuala comună Tetoiu a continuat să fie locuită, având în vedere condițiile naturale oferite de relief și vegetație care constituiau adăpost în vremuri de restriște. Deși nu deținem documente, considerăm că și tetoienii au participat la Revoluția lui Tudor Vladimirescu a cărui tabără s-a situat la Benești, la Revoluția de la 1848 sau la actul Unirii din 1859. Cât privește participarea la războiul de independență din 1877 se păstreză încă Legitimația de veteran de război a lui Pătru Ștefan din Tetoiu, ca și fotografia lui M. Câmpean, iar din cel de al doilea război balcanic, deținem Brevetul de decorație al lui Popa C. Alexandru din satul Popești. Răscoala din 1907 a fost marcată și-n comuna Tetoiu, menționați fiind învățătorii Constantin Mărgineanu și Alexandru Ionescu care au fost denunțați de proprietarul moșiei, Miloș Wilopolschi ,,pentru faptul că au răspândit, în rândul sătenilor, idei cuprinse în majoritatea articolelor publicate de Gazeta țăranilor la care erau abonați” (Andrei, 1984,62).
Prima atestare documentară a unui sat din actuala comună Tetoiu este la 18 ianuarie 1480 și se referă la satul Băroiu (Băronii) (Catalogul, 1947??). Urmează Tetoiu (Titoiu) la data de 4 februarie 1594, Șerbănești – 14 iunie 1614(??), Nenciulești - 5 mai 1687, Crăpăturile în 1722 (Studii vâlcene, 2003??). Desigur aceste sate au o vechime mult mai mare, ca de altfel și celelalte pentru care atestările sunt mult mai târziu.
Participarea României la cel de al II -lea Război mondial.Aportul tetoienilor
Fiind de lungă durată și desfășurându-se în condiții grele (dotare tehnică slabă, echipament și alimentație necorespunzătoare și... iarna rusească) a cuprins un număr mare de contigente și o participare masivă de militari, România fiind a patra țară ca efectiv și pierderi de vieți omenești pe câmpul de luptă. 	Nici tetoienii nu au fost indiferenți față de acest eveniment, ei contribuind din plin atât uman cât și material prin rechizițiile organizate. Au fost numeroase cazuri când dintr-o familie au fost concentrați 3-4 sau 5 persoane. Așa se face că mulți au rămas pentru totdeuna în pământul pentru care au luptat sau pe teritorii străine. Se cuvine să amintim aici pe soldații eroi Emancipatu, Stanca-Cocolan, Bica N. Dumitru (decedat la 14 septembrie 1941 în Vigoda), Popa D. Nicolae, Bejenaru D. Marin morți în luptele de la Odesa....si Diaconu C. Nicolae – Țuchi, (n. 16.08.1920 – d..1988) a participat la război împreună cu alți camarazi precum Popescu Dumitru și Popescu Gheorghe, copiii lui Ilie Popescu – Boangiu, Popescu Alexandru – văr cu primii, Iordache Alexandru, Dina Marin și alții. A fost încorporat la 20.02.1942 la Regimentul 18 Infanterie și lăsat la vatră la 20.04.1944, dată de la care regimentul său a participat la război până la data de 20.04.1945. Dacă el și alții și-au revăzut ființele dragi revenind în sânul familiilor, frații Popescu Dumitru și Popescu Gheorghe și vărul lor Popescu Alexandru au cinstit pământul, cu sângele și trupurile lor, în împrejurări și locuri încă necunoscute nouă.